# 岐阜県道220号安八海津線
岐阜県道220号安八海津線（ぎふけんどう220ごう あんぱちかいづせん）とは、岐阜県安八郡安八町と同県海津市を結ぶ一般県道（岐阜県道）である。

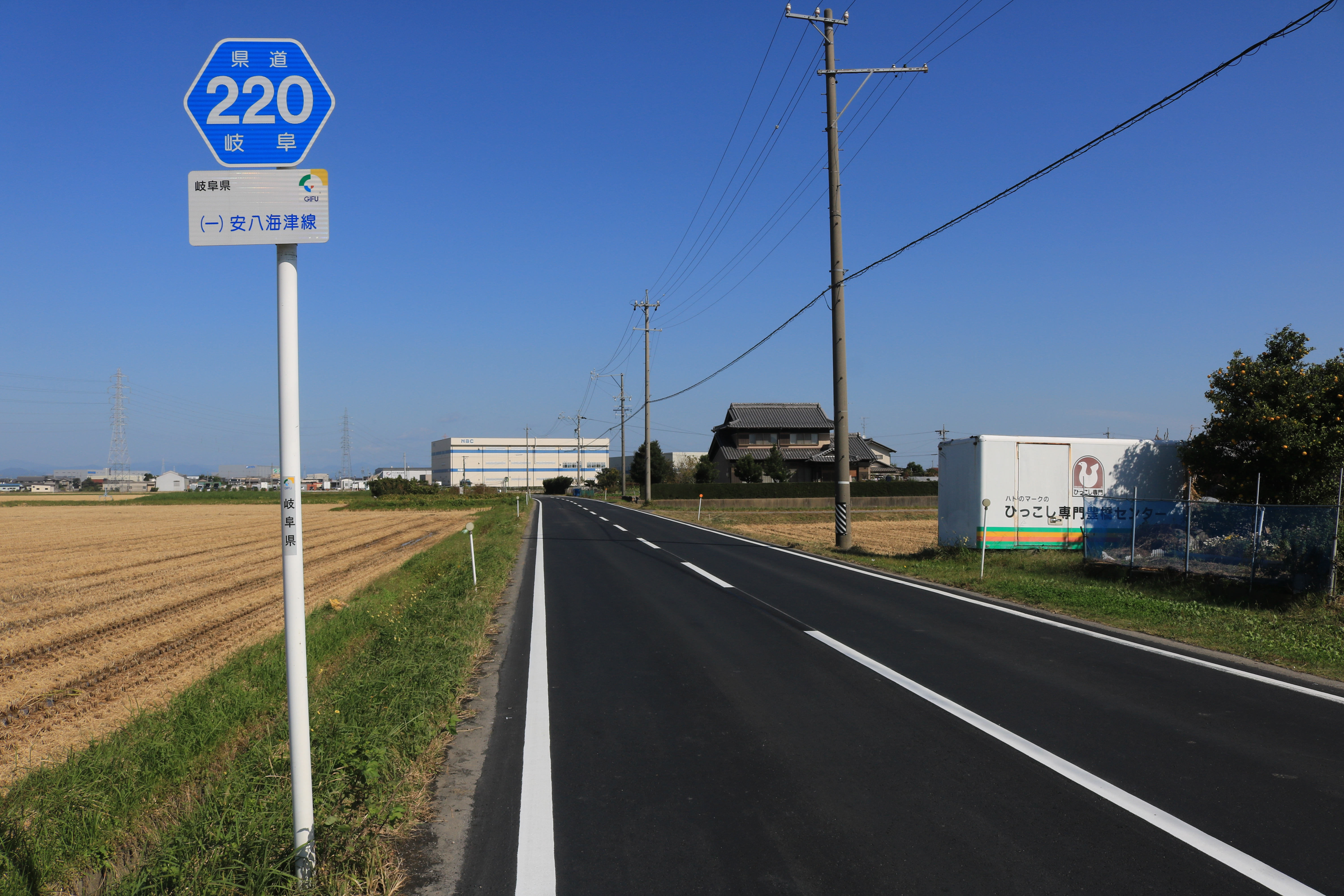
岐阜県道220号安八海津線、岐阜県道30号羽島養老線との中郷交差点の北側、安八郡輪之内町里にて

## 概要

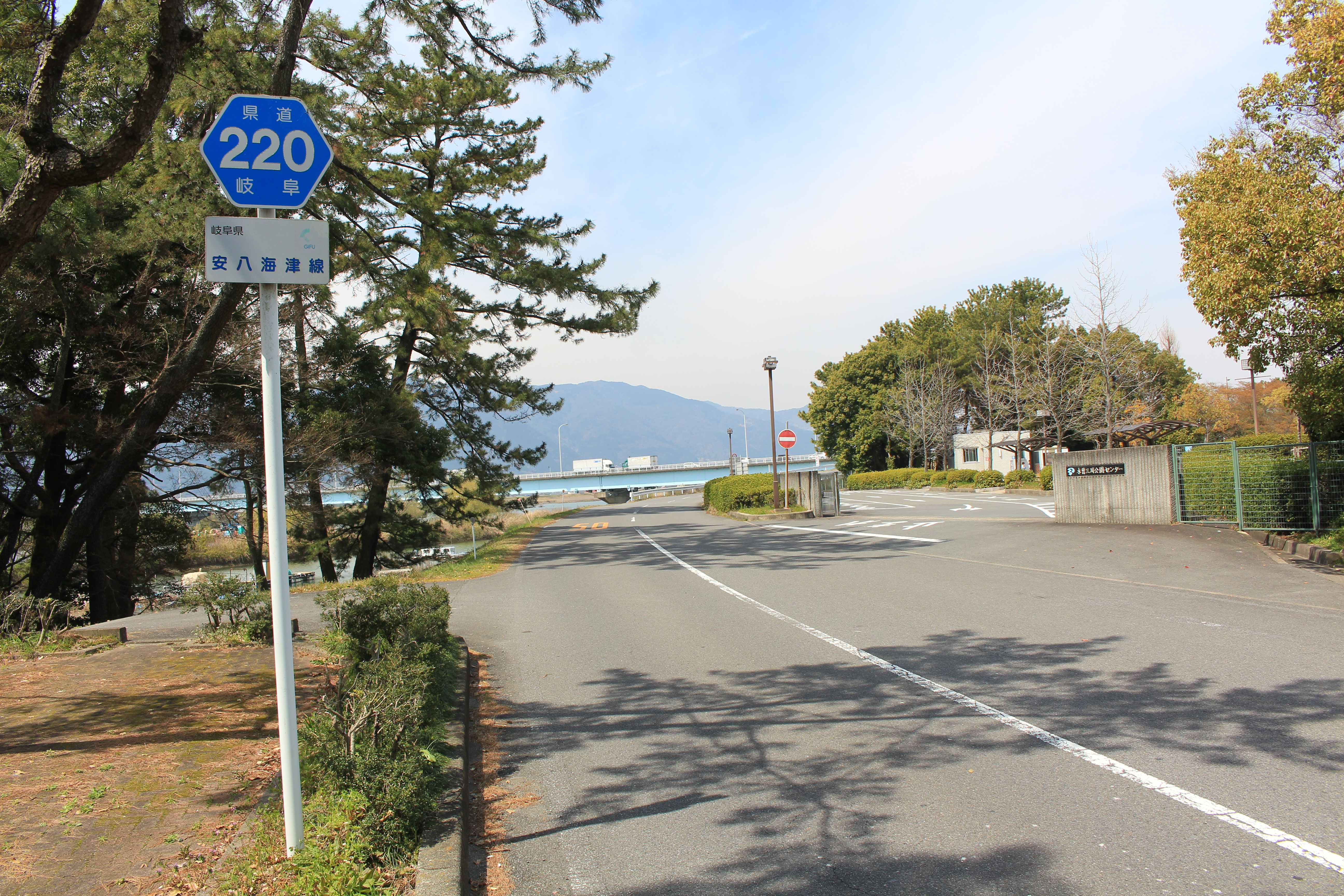
岐阜県道106号桑名海津線との交点の終点付近、海津市油島

### 路線データ
- 起点：岐阜県安八郡安八町西結（岐阜県道31号岐阜垂井線交点、揖斐大橋東交差点）
- 終点：岐阜県海津市海津町油島（岐阜県道106号桑名海津線交点）

## 重複区間
- 岐阜県道18号大垣一宮線（安八町北今ヶ渕 - 同町「大明神西」交差点）
- 岐阜県道232号今尾大垣線（海津市平田町今尾）
- 岐阜県道1号岐阜南濃線（海津市海津町西小島 - 「海津橋東」交差点）

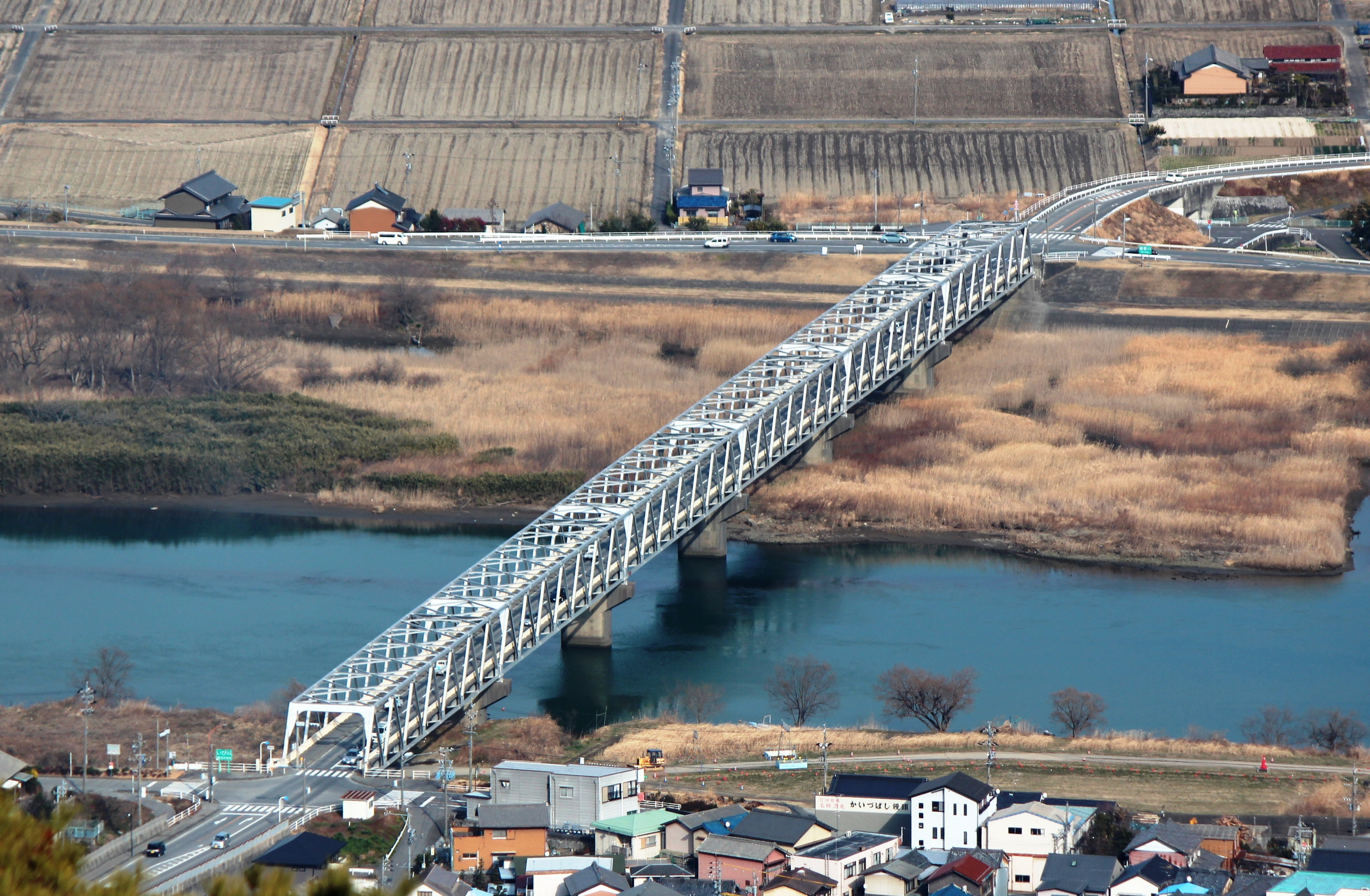
海津橋と揖斐川左岸上流部の岐阜県道1号岐阜南濃線との重複区間

## 通過する自治体
- 岐阜県
  - 安八郡
    - 安八町
    - 輪之内町

  - 海津市

## 主な接続道路
- 岐阜県道31号岐阜垂井線（安八町）
- 岐阜県道193号大垣江南線（安八町）
- 岐阜県道18号大垣一宮線（安八町）
- 岐阜県道30号羽島養老線（輪之内町）
- 岐阜県道232号今尾大垣線（海津市）
- 岐阜県道213号養老平田線（海津市）※立体交差だが接続道路がある

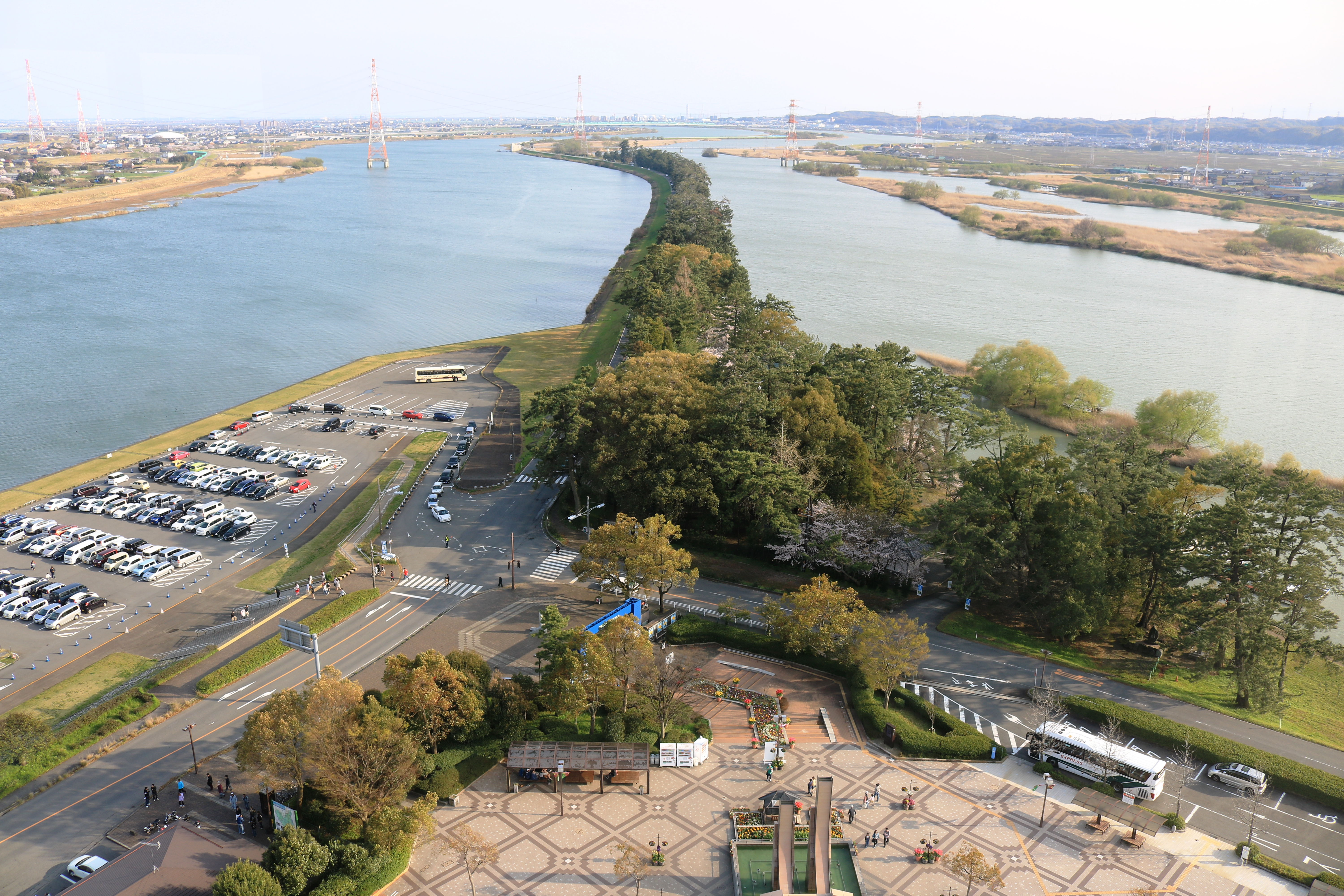
木曽三川公園センターの展望タワーから望む終点の岐阜県道106号桑名海津線との交点、長良川（左）と揖斐川（右）との分流堤にある千本松原

- 岐阜県道8号津島南濃線（海津市）
- 岐阜県道1号岐阜南濃線（海津市）
- 岐阜県道119号津島立田海津線（海津市）
- 岐阜県道218号木曽三川公園線（海津市）
- 岐阜県道23号北方多度線（海津市）
- 岐阜県道106号桑名海津線（海津市）

## 沿線
- 安八温泉
- 安八町立牧小学校
- 安八百梅園
- 岐阜日野自動車本社
- 輪之内町立仁木小学校
- 木曽三川公園センター
- 治水神社

## 備考
- 安八町西結（揖斐大橋西詰） - 同町北今ヶ渕（大垣大橋北）および海津市平田町今尾 - 同市海津町油島は揖斐川左岸堤防道路になる。また、起点と終点は堤防道路となる。
- 輪之内町里交差点 - 同町海松新田交差点間は元々県が農道として整備したものだが、同県道のバイパス的な役割もあった（現在の旧道は1.5車線ぎりぎりな上、民家も多いため見通しの悪い道である）。後にこの農道が正式に県道となった。
- 海津市平田町今尾地区内は大榑川堤防の上を走る。1.5車線ぎりぎりの狭い道である。

## 別名
- 水郷街道（海津市）
- 伊勢道（海津市）